# Zagubieni z lotu 29
Zagubieni z lotu 29 (ang. Flight 29 Down, 2005–2007) – amerykański serial młodzieżowy opowiadający o dziesięciu nastolatkach, którzy w drodze na Mikronezję rozbili się na bezludnej wyspie. Tuż po katastrofie trójka z nich wraz z kapitanem udaje się w głąb wyspy w celu poszukiwania ratunku, pozostali rozbijają obóz na plaży. Grupa próbuje przetrwać w tropikalnych warunkach, stara się także wszelkimi możliwymi sposobami znaleźć ratunek.

## Wersja polska
Czytał: Paweł Bukrewicz

## Fabuła
Grupa nastolatków organizuje lot na Mikronezję. W grupie dziesięciu osób znajduje się Abby, Daley, Eric, Ian, Jackson, Jory, Lex, Mellisa, Nathan i Taylor. W trakcie lotu samolot wpada nagle w burzę, przez co pilot zmuszony jest awaryjnie lądować na nieznanej, bezludnej wyspie. Po katastrofie Ian, Jory, Abby i kapitan Bob Russell postanawiają poszukać ratunku w głębi wyspy. Pozostali próbują stworzyć na plaży prowizoryczny obóz. Aby ułatwić organizację, wybierają na lidera Jacksona, który po początkowej odmowie przyjmuje tę funkcję. Pomimo iż nie wszyscy są zadowoleni z przydzielonych im zadań, wspólnie pracują, aby przetrwać. Każdy też prowadzi swój własny wideopamiętnik, w którym zwierza się ze swoich problemów, myśli czy tego, co go dręczy. Po pewnym czasie funkcję lidera grupy otrzymuje Daley, która wprowadza demokrację. Początkowo przynosi ona pozytywne rezultaty, jednak z biegiem czasu, staje się uciążliwa i powoduje w grupie konflikty. W międzyczasie rozbitkowie odnajdują ranną Abby, która opowiada im, co przeżyła na wyspie. Ta po chwili odpoczynku postanawia odnaleźć resztę grupy, zagubioną w głębi wyspy. Rozbitkowie, poza zbieraniem pożywienia, próbują też wydostać się z wyspy, konstruując tratwę. Jednak w czasie rejsu Daley i Nathana tratwa się rozpada. Gdy Abby ponownie wraca do obozu, wyrusza wraz z Jacksonem, Erikiem i Melissą zbadać zachodnią część wyspy. W trakcie poszukiwania pożywienia odnajdują ruiny Hotelu Tango, w którym stacjonowało wojsko w czasie II wojny światowej. Tam też odnajdują chorego Iana, a także Jory i kapitana Russella. Gdy przez przypadek płonie łódź pilota, młodzi postanawiają powrócić do obozu. Tuż przed nimi w obozie zjawia się kapitan, który widząc stan samolotu, próbuje spalić obóz. Powstrzymuje go jednak Jackson. W tym samym czasie nad wyspą przelatuje samolot, dzięki któremu grupa zostaje uratowana i wraca do domu.

## Bohaterowie
- Nathan – jest dobrym przyjacielem i uczniem. W szkole jest na ogół lubiany. Jego marzeniem była wyprawa na Mikronezję. Dawniej spotykał się z Taylor, jednak na wyspie zaczęła podobać mu się Daley. Po rozbiciu się na wyspie koniecznie chce przejąć dowodzenie, argumentem jest jego działalność w skautach.
- Daley – znakomita uczennica, bardzo ambitna, jak i pracowita. Była w szkole kandydatką na stanowisko przewodniczącej klasy. Ma młodszego brata Lexa. Aby dostać się na lot na Mikronezję, sama pracowała na bilety. Walczyła z Nathanem o stanowisko przywódcy na wyspie. Kiedy Jackson rezygnuje z tej funkcji, Nathan wstawia się za nią. Daley wprowadza w grupie demokrację, co nie zawsze kończy się dobrze.
- Lex – młodszy brat Daley. Nikt nie traktuje go poważnie ze względu na jego wiek. Ma on wiele pomysłów i jest bardzo mądry. Nieraz uratował grupę przed niebezpieczeństwem dzięki swoim umiejętnościom. Skonstruował wiele urządzeń, m.in. mini-latarnię morską, dzięki której grupa została uratowana.
- Jackson – bardzo cichy chłopak. Ma za to bogatą przeszłość. Trzyma się zazwyczaj na uboczu i nie słucha oceny innych. Jest niezwykle inteligentny. Został wybrany przez grupę na dowódcę, jednak początkowo nie chciał przyjąć tej funkcji. Nie jest stworzony do funkcji przywódcy i po czasie oddaje ją Daley. Świetnie się dogaduje z Taylor, po jakimś czasie także z Melissą, która wyznała mu miłość w swoim wideopamiętniku.
- Melissa – prawdziwy wulkan energii. Pragnie być szanowana i akceptowana, jednak nie zawsze jej to wychodzi. Nie ma żadnych umiejętności sportowych, ale bardzo się stara. Podoba jej się Jackson. Często wykorzystują ją inni. Nathan przyjaźni się z nią i zwierza jej się ze swoich problemów.
- Taylor – szkolna gwiazda. Chciała polecieć na Mikronezję, aby się trochę poopalać. Podoba jej się Jackson. Nie zdaje sobie sprawy z powagi sytuacji. Z czasem stara się przypodobać Daley i przydać się na coś, lecz gdy chce zrobić coś pożytecznego, zazwyczaj to psuje. Puściła razem z Erikiem kasetę Melissy.
- Eric – uwodzi szkolne dziewczyny. Jest popularny w szkole. Kręcą go dowcipy i żarty, a nie odpowiedzialność, która na wyspie jest potrzebna. Nie jest skłonny do pracy, zawsze próbuje się jakoś wykręcić. Denerwuje go to, że reszta grupy próbuje zmienić wyspę w dom, a nie próbować z niej uciec. Ma wielką niechęć do noszenia wody i stara się wykorzystać do tych celów Melissę.
- Abby – w pierwszym odcinku wyrusza w głąb wyspy. Po pewnym czasie grupa odnajduje ją ranną w dżungli. Abby jednak postanawia opuścić obóz i odnaleźć pozostałych w głębi wyspy. Pojawia się ponownie pod koniec II serii, kiedy wraz z Jacksonem, Melissą i Erikiem chce zbadać zachodnią część wyspy. Próba przetrwania na wyspie sprawia, że z wrażliwej dziewczyny staje się twarda i stanowcza.
- Jory Twist – wraz z Abby, Ianem i pilotem zaraz po katastrofie wyrusza zbadać wyspę, aby odnaleźć ratunek. Ze swoją grupą trafia do Hotelu Tango, gdzie opiekuje się chorym Ianem. Jest zamknięta w sobie i nieśmiała. Mocno zżyła się z Abby.
- Ian Milbaurn – opuścił grupę, aby wraz z Abby, Jory i pilotem odnaleźć ratunek. W czasie wyprawy łamie nogę i zapada na dziwną chorobę, przez co zmuszony jest wraz z kapitanem i Jory pozostać w Hotelu Tango.
- Kapitan Bob Russell (Kapitan Chaos w polskiej wersji) – wyrusza z trójką nastolatków w głąb wyspy. W trakcie podróży i pobytu w Hotelu Tango rani się w głowę i ma objawy choroby psychicznej. Przy Hotelu odnalazł łódź, którą chciał uciec z wyspy, jednak przez przypadek łódź spłonęła, a kapitan winą za to obarcza nastolatków. Gdy przybywa do obozu na plaży, chce go spalić, jednak powstrzymuje go Jackson.

## Odcinki
- Serial liczy 2 serie po 13 odcinków, 3 seria w rzeczywistości jest filmem, podzielonym na 4 odcinki.
- Film przedstawia kolejne dni na wyspie po tym, jak grupa się rozdzieliła na 2 części.
- Serial był kręcony na Hawajach.
- W Polsce połączone są sezony 1 i 2 w jedną 26 odcinkową serię.
- Od 6 września 2008 roku serial był emitowany w TVP1.

### Spis odcinków
| Premiera odcinka | N/o | Polski tytuł                  | Angielski tytuł              |
| ---------------- | --- | ----------------------------- | ---------------------------- |
|                  |     |                               |                              |
| SERIA PIERWSZA   |     |                               |                              |
|                  |     |                               |                              |
| 01.05.2007       | 01  | Przylot                       | The Arrival                  |
|                  |     |                               |                              |
| 07.05.2007       | 02  | Walka o ogień                 | Quest for the Quest for Fire |
|                  |     |                               |                              |
| 09.05.2007       | 03  | Samotność króla               | It’s Lonely at the Top       |
|                  |     |                               |                              |
| 11.05.2007       | 04  | Gdzie jest woda?              | Not a Drop to Drink          |
|                  |     |                               |                              |
| 14.05.2007       | 05  | Wyprawa na ryby               | A Fish Story                 |
|                  |     |                               |                              |
| 16.05.2007       | 06  | Dołek                         | The Pits                     |
|                  |     |                               |                              |
| 18.05.2007       | 07  | Blef                          | The Cry of the Wolf          |
|                  |     |                               |                              |
| 21.05.2007       | 08  | Przetrwają tylko najsilniejsi | Survival of the Fittest      |
|                  |     |                               |                              |
| 23.05.2007       | 09  | Labirynton                    | Mazeathon                    |
|                  |     |                               |                              |
| 25.05.2007       | 10  | Osiem, to dobra liczba        | Eight is Enough              |
|                  |     |                               |                              |
| 28.05.2007       | 11  | Powrót Abby                   | Abby Normal                  |
|                  |     |                               |                              |
| 30.05.2007       | 12  | Proces                        | Until Proven Guilty          |
|                  |     |                               |                              |
| 01.06.2007       | 13  | Od zera                       | Scratch                      |
|                  |     |                               |                              |
| SERIA DRUGA      |     |                               |                              |
|                  |     |                               |                              |
| 04.06.2007       | 14  | I kto to mówi?                | Look Who’s Not Talking       |
|                  |     |                               |                              |
| 06.06.2007       | 15  | Nowy dom                      | Groundbreaking               |
|                  |     |                               |                              |
| 08.06.2007       | 16  | Konszachty                    | She Said, He Said, She Said  |
|                  |     |                               |                              |
| 11.06.2007       | 17  | Nieproszony gość              | The Uninvited                |
|                  |     |                               |                              |
| 13.06.2007       | 18  | Przypływ                      | The Tide                     |
|                  |     |                               |                              |
| 15.06.2007       | 19  | Walka o ogień                 | Where There’s Smoke          |
|                  |     |                               |                              |
| 18.06.2007       | 20  | Nie ma jak w domu             | Home Sweet Home              |
|                  |     |                               |                              |
| 20.06.2007       | 21  | Luzowajki                     | Chilloween                   |
|                  |     |                               |                              |
| 22.06.2007       | 22  | Wyrzuty sumienia              | Regrets                      |
|                  |     |                               |                              |
| 25.06.2007       | 23  | Dryft                         | The Drift                    |
|                  |     |                               |                              |
| 27.06.2007       | 24  | Powodzenia Abby               | Good Luck Abby               |
|                  |     |                               |                              |
| 29.06.2007       | 25  | O włos                        | One Breath Away              |
|                  |     |                               |                              |
| 01.07.2007       | 26  | Do zobaczenia                 | See Ya                       |
|                  |     |                               |                              |
| SERIA TRZECIA    |     |                               |                              |
|                  |     |                               |                              |
| 15.12.2007       | 27  | Hotel Tango                   | The Hotel Tango              |
| 16.12.2007       | 28  | Hotel Tango                   | The Hotel Tango              |
| 17.12.2007       | 29  | Hotel Tango                   | The Hotel Tango              |
| 19.12.2007       | 30  | Hotel Tango                   | The Hotel Tango              |
|                  |     |                               |                              |